# Dicynodon
Dicynodon is een geslacht van uitgestorven Anomodontia dat behoorde tot de Dicynodontia. Dit is een groep van logge planteneters uit het Perm en Trias die behoren tot de Synapsida, de ruimere groep die ook de zoogdieren omvat. In het geslacht Dicynodon zijn tot nu toe zo'n honderdzestig soorten benoemd. Hij leefde in het Boven-Perm (ongeveer 254 - 251 miljoen jaar geleden) en zijn fossiele overblijfselen zijn gevonden in Afrika.

## Beschrijving
Dicynodon was een middelgroot dier en kon meestal een lengte van ongeveer 1,2 meter bereiken. Het had een gedrongen en tonvormig lichaam, nogal langwerpig en eindigend in een korte staart. De benen ondersteunden het lichaam en waren iets buiten geplaatst, en waren vrij kort en stompe. De schedel van Dicynodon was begiftigd met een korte snuit en eindigde in een bek vergelijkbaar met die van een schildpad, die in het levende dier waarschijnlijk was bedekt met keratine. Vlak achter de bek had de kaak twee lange, sterke hoektanden, die waarschijnlijk werden gebruikt om planten uit te graven die vervolgens met de snavelachtige bek werden opgegeten. 
In vergelijking met andere vergelijkbare dicynodonten onderscheidde Dicynodon zich door een combinatie van unieke kenmerken: de hoektanden waren naar voren gericht, de premaxis waren vierkant in palatinaal zicht, de geschubde botten waren smal in zijaanzicht (met het jukbeen en vierkante takken die vormde een scherpe hoek), de breedte van het interorbitale gebied was breder dan het intertemporele gebied, en de intertemporale balk was vrij kort en bijna verstoken van blootstelling van de pariëtalen.

## Fossielen
Fossielen van het geslacht Dicynodon zijn gevonden in Rusland (Noordelijke Dvina), China, Zuid-Afrika (Karoo Beds) en Tanzania. Dicynodon leefde van het Laat-Perm tot Vroeg-Trias (circa 260 - 245 miljoen jaar geleden).

## Classificatie
Ondanks dat het het gelijknamige geslacht is van de groep dicynodonten, is het Dicynodon-geslacht al heel lang een echte 'afvalbak' om talloze fossielen en soorten permotriassische dicynodonten te huisvesten. De typesoort is Dicynodon lacerticeps, voor het eerst beschreven door Richard Owen in 1845 op basis van fossiele resten gevonden in de bovenste Permische landen van Karroo (Zuid-Afrika). Momenteel is de enige andere als geldig erkende soort D. angielczyki, beschreven in 2019 op basis van fossielen gevonden in Tanzania en bijna gelijktijdig met die van Zuid-Afrika. De laatste soort verschilde van de standaardsoort door de aanwezigheid van een expansie van het plaveiselbot en het jugale bot onder de postorbitale balk en door de aanwezigheid van een posterolaterale expansie van het plaveiselbot achter het temporale venster (Kammerer , 2019).
In het verleden is een groot aantal soorten toegeschreven aan Dicynodon, meer dan honderdzestig. Alleen een studie uit 2011 door Kammerer en collega's plaatste de orde in deze verwarrende taxonomie. De studie bevestigde de geldigheid van elf soorten, waaronder D. lacerticeps (de typesoort) en D. huenei (een Tanzaniaanse soort die later werd toegeschreven aan het andere geslacht Daptocephalus). De andere soorten zouden volgens de studie worden toegeschreven aan andere geslachten van dicynodonten, zoals Daptocephalus, Sintocephalus, Turfanodon, Daqingshanodon, Jimusaria, Dinanomodon, Vivaxosaurus, Peramodon, Keyseria, Euptychognathus, Syops en Basilodon. Dicynodon wordt beschouwd als een afgeleid lid van de dicynodonten, binnen de clade Pristerodontia. Het lijkt op Pristerodon, Gordonia en Dinanomodon, maar het is mogelijk dat het ook dicht bij de oorsprong van de Lystrosauridae lag.

## Soorten
Er zijn een kleine tweehonderd soorten in het geslacht Dicynodon benoemd. Enkele daarvan zijn:
- Dicynodon bolorhinus
- Dicynodon lacerticeps (type)
- Dicynodon leoniceps
- Dicynodon leontops
- Dicynodon lissops
- Dicynodon osborni
- Dicynodon plateceps
- Dicynodon trigonocephalus
- Dicynodon whaitsi

De meeste soorten bleken achteraf jongere synoniemen te zijn of hernoembaar tot een eigen geslacht. Twee soorten zijn vermoedelijk nog geldig: de typesoort Dicynodon lacerticeps en Dicynodon huenei.